# Faustino Delgado
Pour les articles homonymes, voir Delgado.
Faustino Delgado Alabarrera (15 février 1921 – 31 octobre 2004) est un footballeur péruvien qui jouait au poste d'attaquant.

## Biographie

### Carrière en club
Surnommé El Chino (« le chinois »), Faustino Delgado fait ses débuts au sein du Sporting Tabaco en 1946 et voit la transition de ce dernier en Sporting Cristal en 1956. Il est d'ailleurs champion du Pérou cette même saison avec le Sporting Cristal et, avec 12 buts marqués, termine meilleur buteur du club cette saison.
Il remporte un deuxième championnat du Pérou en 1961, tournoi qui lui permet de disputer la Copa Libertadores l'année suivante (trois matchs disputés). Il prend sa retraite en 1963.

### Carrière en équipe nationale
International péruvien de 1957 à 1961, Faustino Delgado joue deux rencontres. Il prend part aux éliminatoires de la Coupe du monde 1962 où il marque son seul but international face à la Colombie à Lima le 26 novembre 1961 (match nul 1-1). 

## Palmarès
Sporting Cristal
- Championnat du Pérou (2) :
  - Champion : 1956 et 1961.